# 796
Évszázadok: 7. század – 8. század – 9. század
Évtizedek: 740-es évek – 750-es évek – 760-as évek – 770-es évek – 780-as évek – 790-es évek – 800-as évek – 810-es évek – 820-as évek – 830-as évek – 840-es évek
Évek: 791 – 792 – 793 – 794 –  795 – 796 – 797 – 798 – 799 – 800 – 801

## Események

### Európa
- Nagy Károly frank király fia, Itáliai Pippin, valamint vazallusa, Eric friuli herceg nagyszámú bajor és alemann segédcsapattal megerősítve támadást intéz az avarok ellen. Az új avar kagán (elődjét az előző évek belháborúiban megölték) harc nélkül meghódol és hajlandó megkeresztelkedni; a keresztségben a Theodorus nevet kapja. A frank uralom elől menekülő avarok a Tiszántúlra húzódnak vissza.
- Nagy Károly kinevezi tanácsadóját, Alcuint a marmoutier-i kolostor apátjává.
- I. Æthelred northumbriai királyt nemesei meggyilkolják. A királyság anarchiába süllyed. Az egyik arisztokrata, Osbald megkoronáztatja magát, de mindössze 27 nap múlva menekülni kényszerül; előbb Lindisfarnéra, majd a piktekhez. Ezt követően egy másik főnemest, Eardwulfot választják meg királlyá.
- 39 évnyi uralkodás után meghal Offa merciai király, aki uralma vagy befolyása alá hajtotta a többi angolszász királyságot. Utóda fia, Ecgfrith, aki azonban 141 napnyi uralkodás után decemberben megbetegszik és meghal. A nemesség Pybba király leszármazottját, Coenwulfot választja meg Mercia élére.
- Az Offa által megszállt királyságok megpróbálják visszaállítani függetlenségüket. Kentben Eadberht visszatért száműzetéséből és királlyá kiáltja ki magát. Kelet-Angliában Eadwald szerzi meg a trónt és Sussex is függetlenedik Merciától.
- Meghal I. Hisám córdobai emír. Utóda fia, I. al-Hakam.

### Japán
- Kiotóban megalapítják a Tó-dzsi buddhista templomot

## Születések
- Al-Mutaszim abbászida kalifa
- Dhúl-Nún al-Miszrí, egyiptomi teológus és aszkéta
- Lü Tung-pin, kínai taoista filozófus és költő, a "nyolc halhatatlan" egyike

## Halálozások
- április 18. – I. Æthelred, northumbriai király
- június 12. – I. Hisám, córdobai emír
- július 29. – Offa, merciai király
- Ecgfrith, merciai király
- Muhammad ibn Ibráhím al-Fazárí, arab filozófus, matematikus
- Szíbavajh, perzsa nyelvész
- III. Tassilo, bajor herceg

## Fordítás
- Ez a szócikk részben vagy egészben  a(z)   796 című angol Wikipédia-szócikk ezen változatának fordításán alapul.  Az eredeti cikk szerkesztőit annak laptörténete sorolja fel. Ez a jelzés csupán a megfogalmazás eredetét és a szerzői jogokat jelzi, nem szolgál a cikkben szereplő információk forrásmegjelöléseként.